# Ballycastle (Antrim)
Ballycastle is een plaats in het Noord-Ierse graafschap County Antrim. De plaats telt 5089 inwoners.
Ballycastle was de woonplaats van de zanger David McWilliams, die hier in 2002 overleed.

## Geboren
- Keith O'Brien (1938-2018), kardinaal

## Galerij

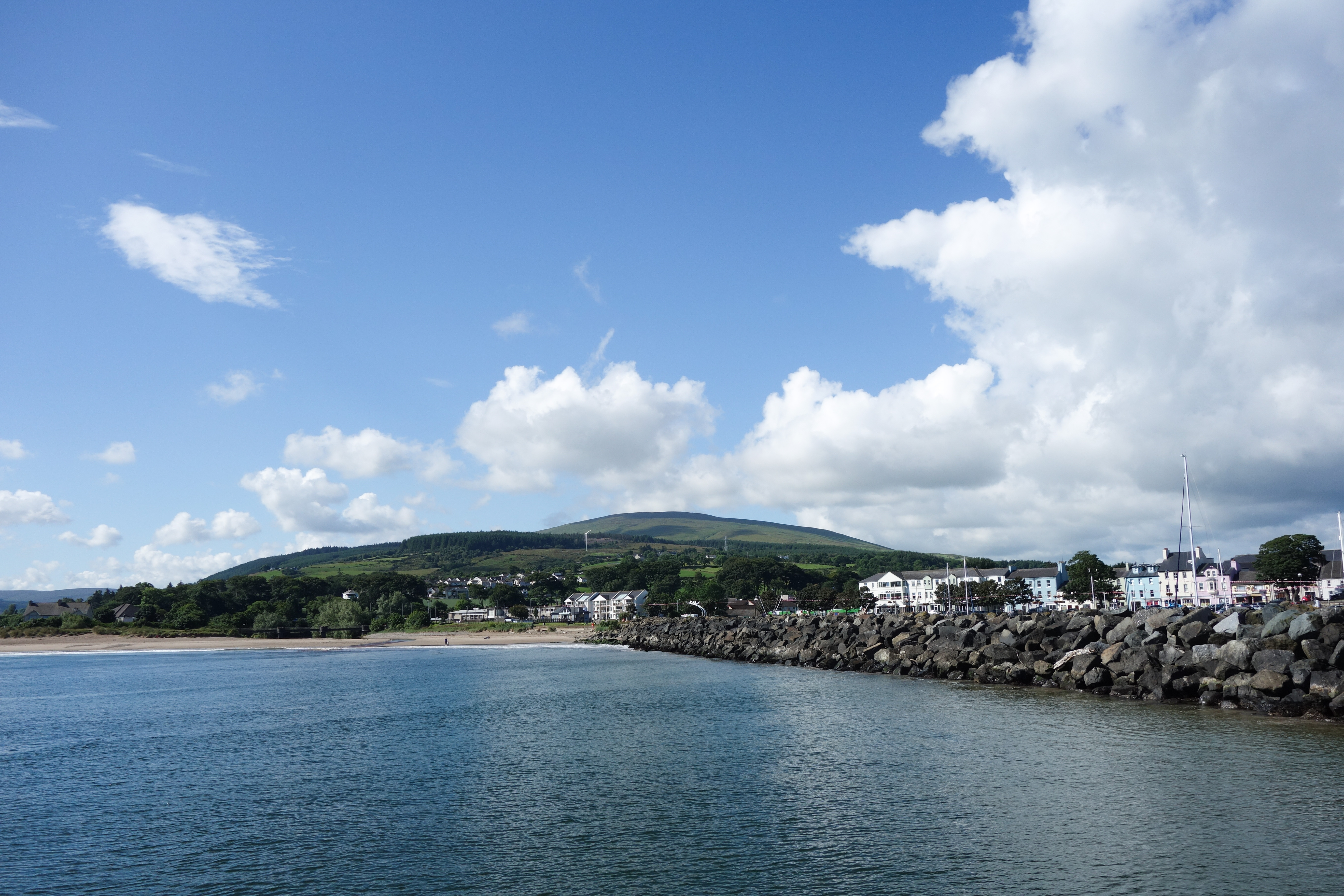
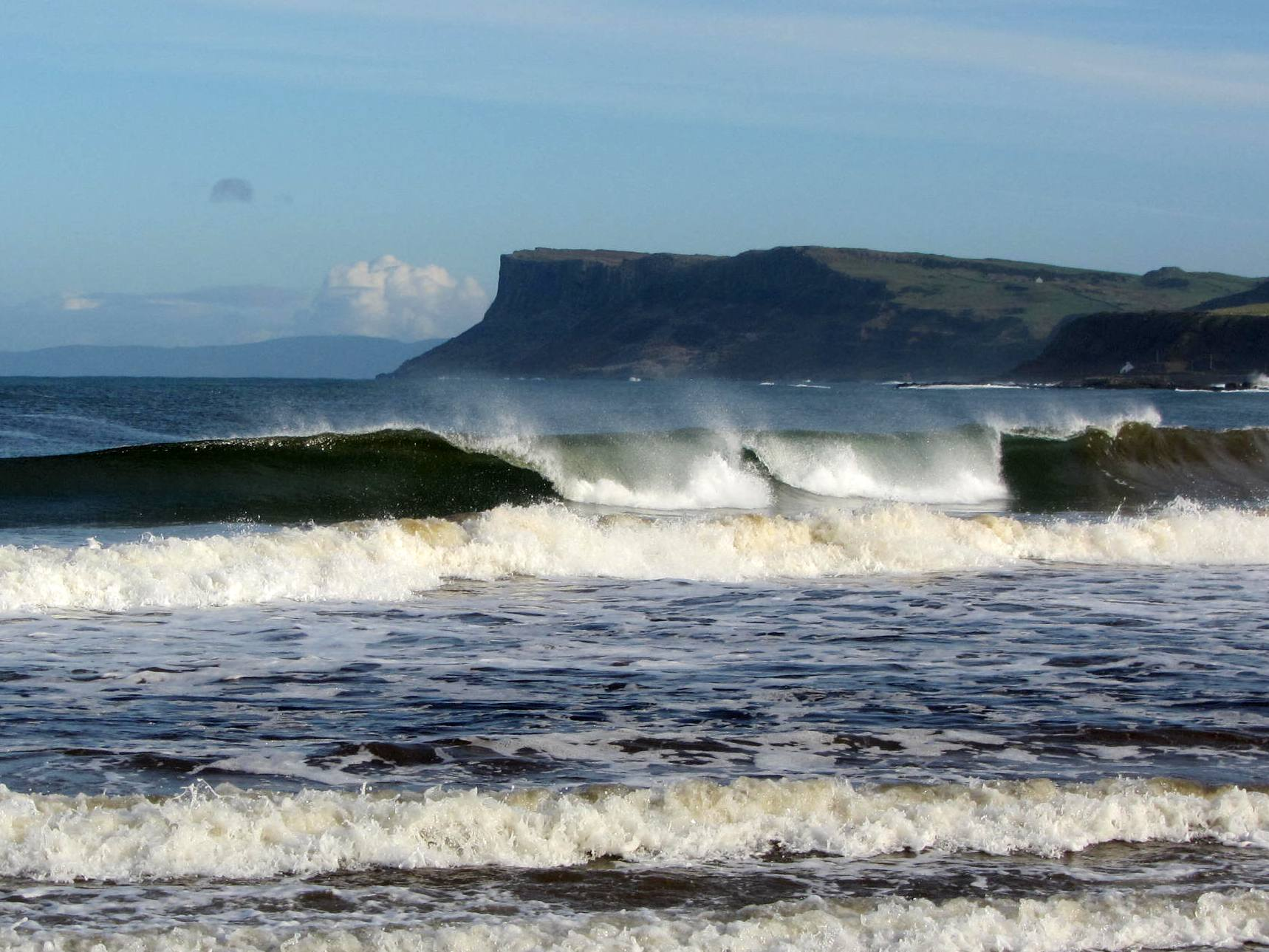
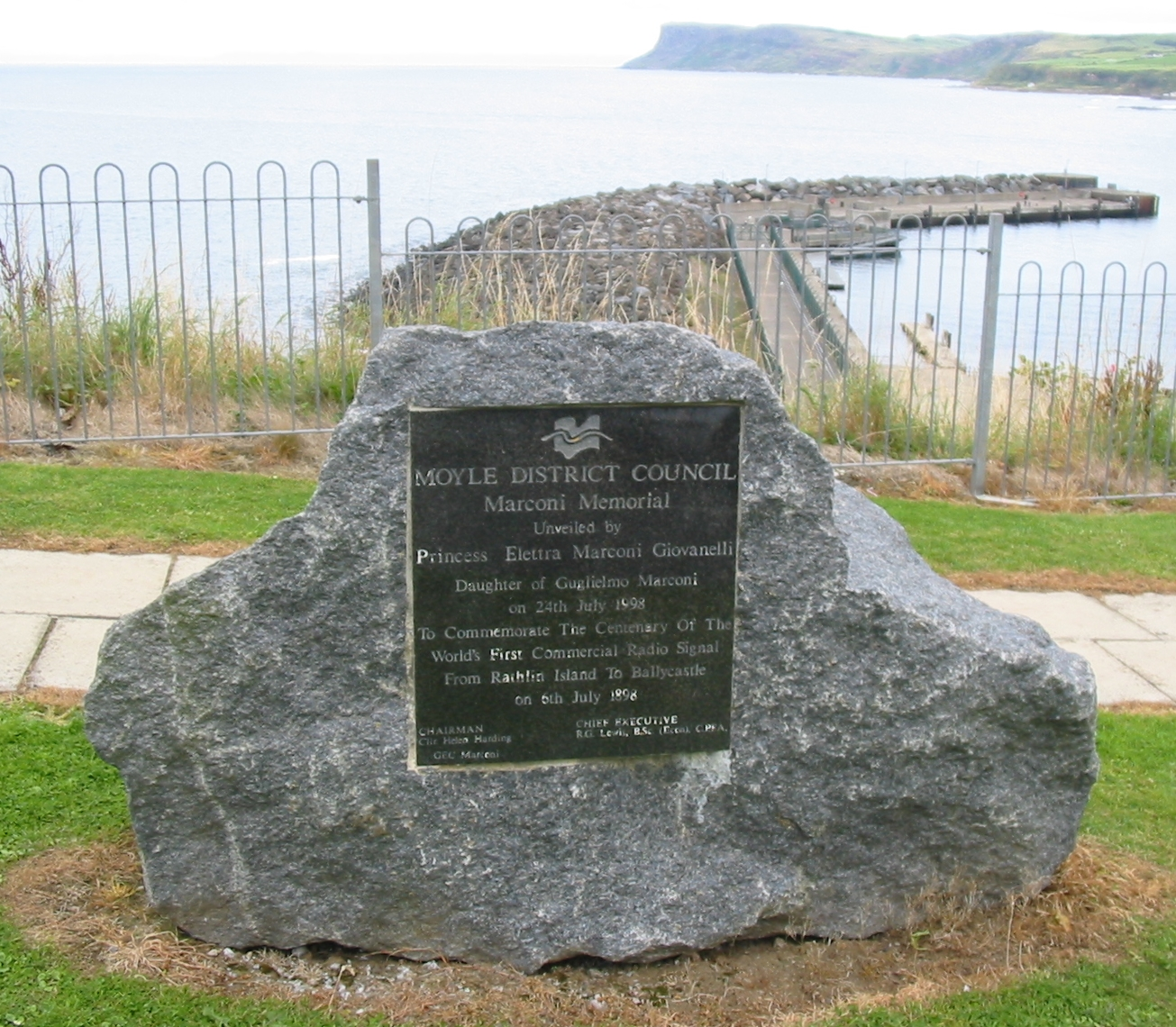
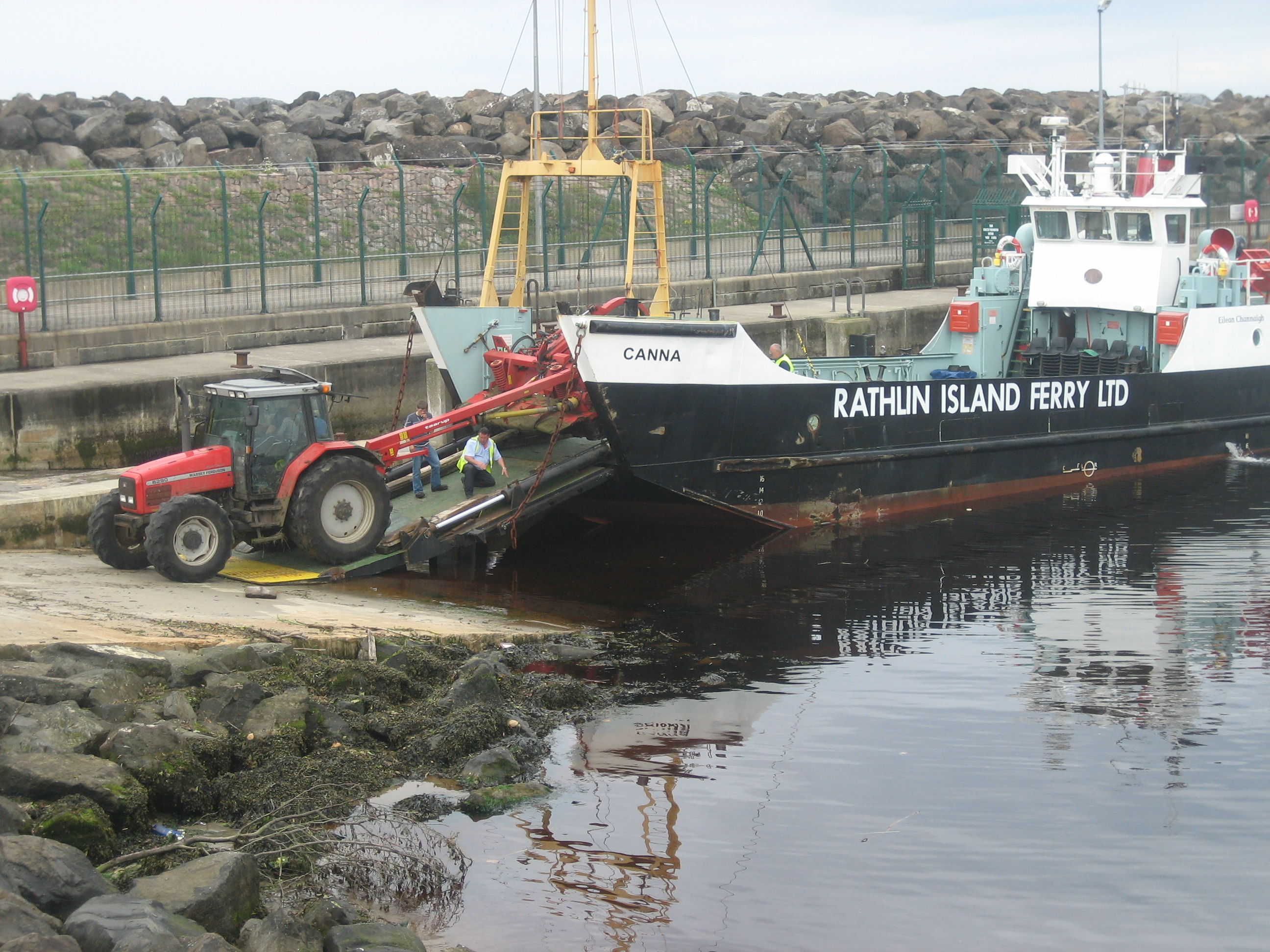

Antrim · Ballycarry · Ballycastle · Ballyclare · Ballymena · Ballymoney · Bushmills · Carrickfergus · Cushendun · Glengormley · Greenisland · Larne · Lisburn · Newtownabbey · Portrush · Randalstown